# Ruelisheim
Ruelisheim (deutsch Rülisheim) ist eine französische Gemeinde mit 2486 Einwohnern (Stand 1. Januar 2022) im Département Haut-Rhin in der Region Grand Est (bis 2015 Elsass). Sie gehört zum Arrondissement Mulhouse und zum Kanton Wittenheim.

## Geografie
Die Gemeinde liegt an der Ill, sieben Kilometer nördlich des Stadtzentrums von Mülhausen.

## Geschichte
Von 1871 bis zum Ende des Ersten Weltkrieges gehörte Rülisheim als Teil des Reichslandes Elsaß-Lothringen zum Deutschen Reich und war dem Kreis Mülhausen im Bezirk Oberelsaß zugeordnet.

## Bevölkerungsentwicklung
| Jahr      | 1910 | 1962 | 1968 | 1975 | 1982 | 1990 | 1999 | 2008 | 2018 |
| Einwohner | 767  | 1175 | 1312 | 1546 | 1890 | 2653 | 2657 | 2624 | 2307 |

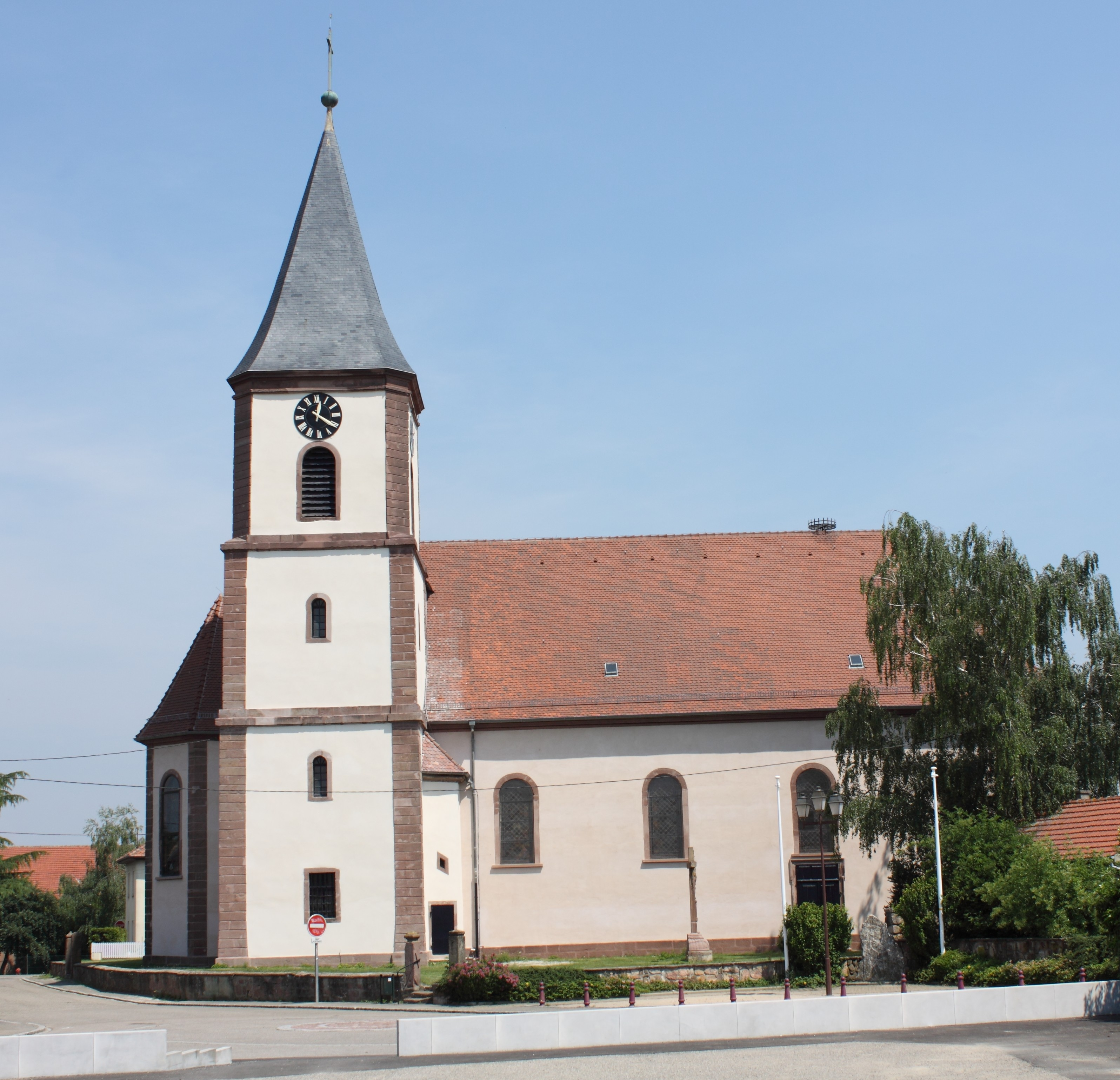
Kirche Saint-Nicolas
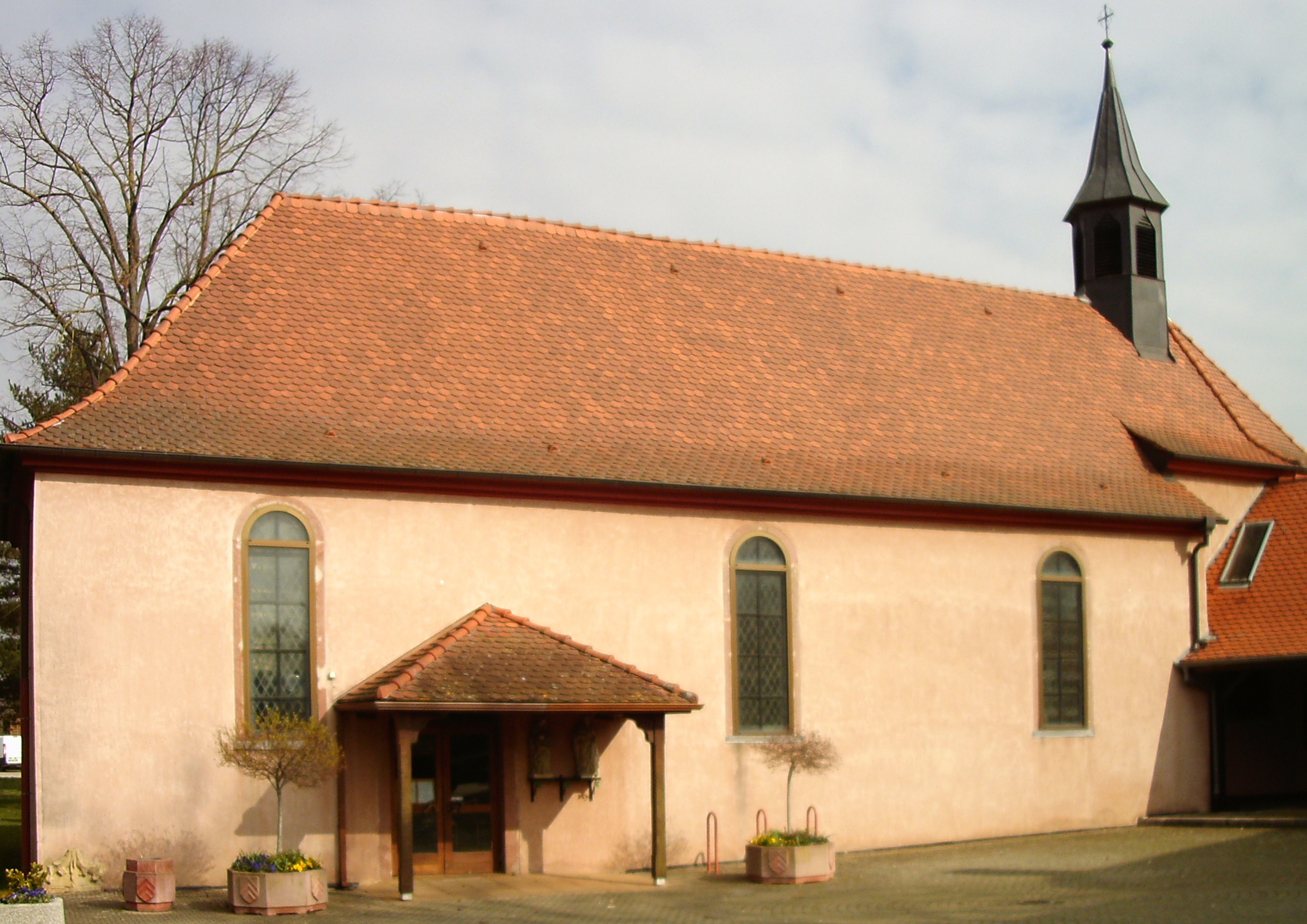
Kapelle Notre-Dame-du-Chêne